# Capo Spear
Il capo Spear (in inglese: Cape Spear) è il punto più orientale del Canada e dell'America del Nord. Si trova nella provincia di Terranova e Labrador, sulla penisola di Avalon, a 11 chilometri dal capoluogo Saint John's. 
È più vicino a Parigi (che si trova a circa 4000 km di distanza) che a Vancouver (situata a circa 5020 km).

## Denominazione
Fu chiamato dagli esploratori portoghesi Cabo da Esperança, che significa «Capo della Speranza», successivamente tradotto in francese come Cabo d'Espoir, denominazione che è stata mantenuta alla lettera in inglese, diventando appunto Cape Spear.

## I fari
Un faro vi venne costruito nel 1836. Si trattava del secondo faro costruito a Terranova; il primo, quello di Fort Amherst, risale al 1810.
Un nuovo faro, una torre di cemento, venne edificato nel 1955.

## Galleria d'immagini

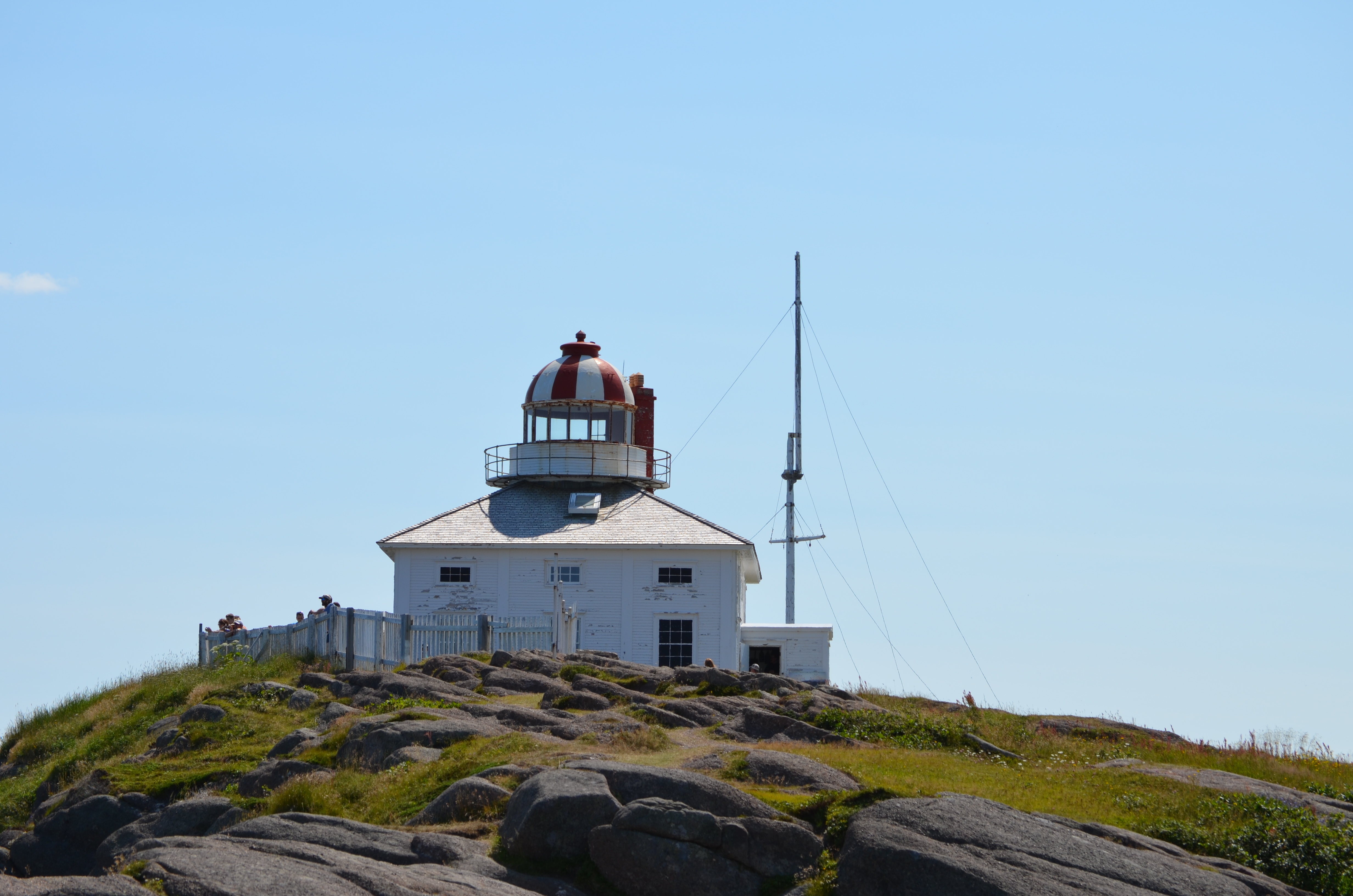
L'antico faro
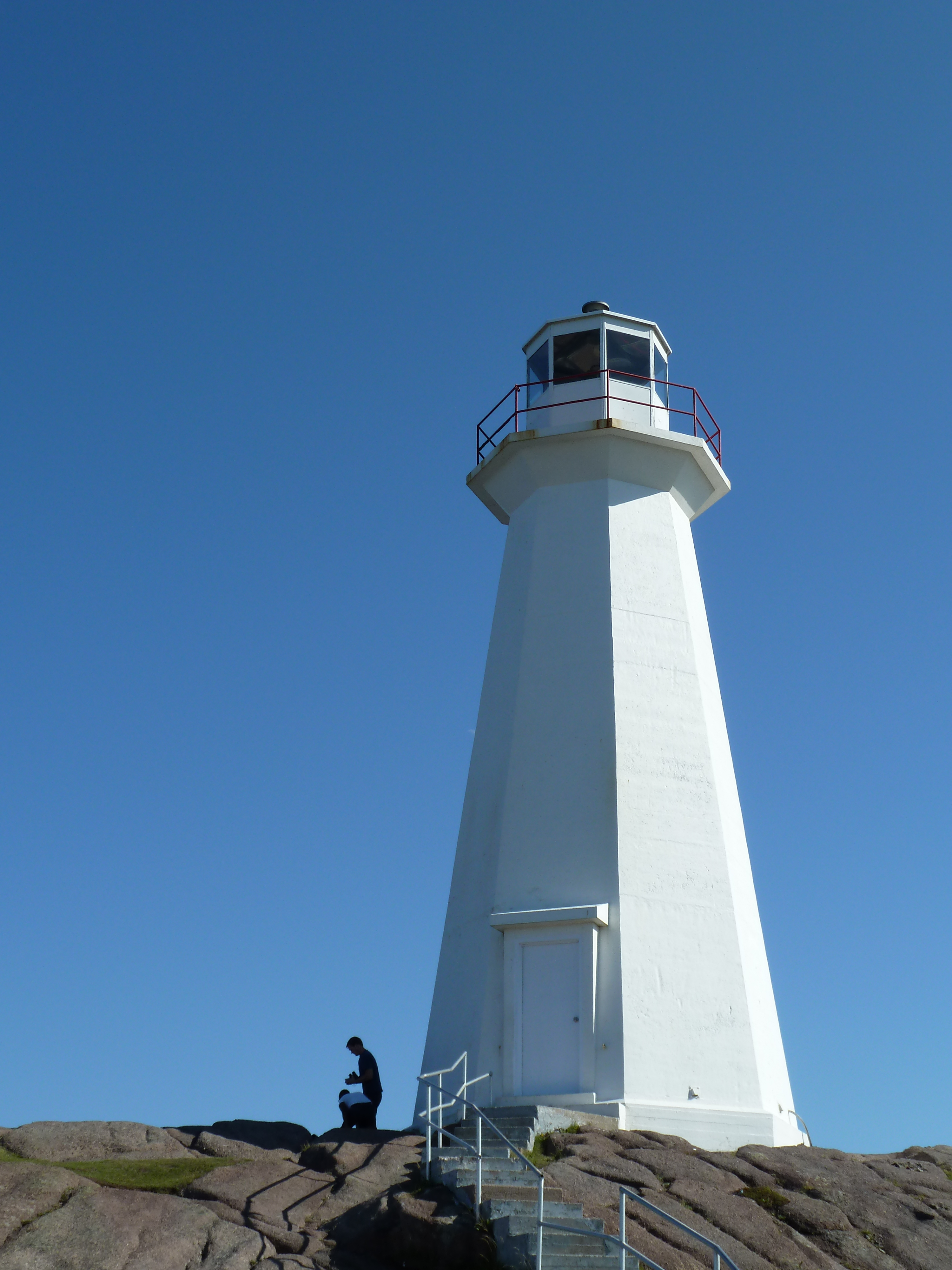
Il nuovo faro